# Klapptjärnen, Dalarna
Klapptjärnen är en sjö i Smedjebackens kommun i Dalarna och ingår i Norrströms huvudavrinningsområde.